# Черница (приток Лучосы)
Черни́ца (бел. Чарні́ца) — река в России и Беларуси, правый приток Лучосы. Черница берёт начало на территории Руднянского района Смоленской области, ниже протекает по территории Лиозненского района Витебской области. В среднем течении некоторое время образует границу России и Беларуси.
Длина реки составляет 74 км (60 км на территории Лиозненского района). Площадь водосбора — 775 км². Водосбор в пределах Витебской возвышенности. Долина реки в верховье мало выразительная, далее трапецеидальная, шириной до 400 м. Пойма преимущественно двухсторонняя, шириной 100—300 м, пересечена старицами и мелиоративными каналами. Русло Черницы умеренно извилистое, местами разветвляется и образует острова. Ширина русла в устье около 20 м. Берега крутые, высотой до 1,5 м в верхнем, до 2—3 м в среднем и до 7—9 м в нижнем течении.
Основные притоки: Мошна (справа), Тихута, Заольшанка (слева).
На реке у деревни Добромысли Лиозненского района в 1962 году создано Добромысленское водохранилище. Вдоль реки расположены населённые пункты Дубровка (Смоленская область), Матушево, Дрозды, Добромысли, Пушки, Сутоки, Черницы и другие.
Гидрологический режим Черницы изучался в 1893—1918 гг. на гидрологическом посту Денисовка.